# 兰山区
兰山区，隶属于山东省临沂市，位于山东省东南部，临沂市中部，是临沂市政府驻地。东隔沂河与河东区相望，西邻费县，南接罗庄区，北连沂南县，总面积839平方公里。区人民政府驻兰山街道。

## 历史
兰山区為临沂老城区，始建于鲁哀公三年（前492年），称启阳邑。西汉初置启阳县，后为避汉景帝刘启讳改称开阳。东汉建初五年（80年）为琅琊王刘京国都，此后一直为琅琊郡、琅琊国的治所。隋朝为沂州、琅琊郡、临沂县的郡治和县治，因城东临沂水而得名临沂。清朝复置兰山县，为沂州府治所；民国三年（1914年），改兰山县为临沂县，临沂設地市後因辖区原属兰山县而設兰山区。

## 地理
兰山区属鲁中南山地的南缘，地形以平原为主，地势自西北东南傾斜，西北部为沂蒙山余脉，最高峰艾山海拔254.6米，中部及东南部为山前冲洪积平原，海拔80~150米。境内有沂河、沭河、枋河、涑河等大小河流十余条，均属淮河流域之沂沭泗水系。兰山区属属暖温带季风区半湿润大陆性气候，年均降水量790~920毫米，年平均气温13.3℃，年均日照时数为2357.5小时，无霜期年均202天。

## 經濟
兰山区农业主产小麦、玉米、番薯、谷子等，工业主导产业为食品、板材、有色金属。兖石铁路、日兰高速铁路、京沪高速公路、327国道、205国道、229省道、342省道通过，是鲁苏豫皖交界地区最大的商品集散地，拥有物流园区18处，专业批发市场87家，市场商户10.2万余户，日快递发单量达300万件。兰山区是中国最大的人造板生产、出口和交易基地，现有木业企业1963家，产品涵盖胶合板、刨花板、纤维板、木业机械4大类，产量占全省总产量一半，占中国胶合板市场份额的四分之一。兰山区是中国最大的肉制品加工基地，冷鲜肉产量位居中国第一，肉制品产量位居中国第二。2021年兰山区實現生產總值1334.1億元，其中第一产业11.6亿元，第二产业453.7亿元，第三产业868.8亿元。

## 人口
2020年中国第七次全国人口普查普查，兰山区常住人口1,844,089人，其中男性占比51.24%，女性占比48.76%；0~14岁占比25.48%，15~59岁占比61.99%，60岁以上占比12.52%，65岁以上占比8.70%；大学学历占比16.556%，高中学历占比14.191%，初中学历占比33.4%，小学学历占比21.97%。

## 行政区划
兰山区下辖4个街道办事处、8个镇：
兰山街道、银雀山街道、金雀山街道、柳青街道、白沙埠镇、枣沟头镇、半程镇、义堂镇、李官镇、方城镇和汪沟镇。